# Jhegson Méndez
Jhegson Sebastián Méndez Carabalí (Mira, 26 de abril de 1997) é um futebolista equatoriano que atua como volante. Atualmente joga no Independiente del Valle.

## Carreira

### Independiente del Valle
Ingressou nas categorias de base do Independiente del Valle em 2011. Em 2014 foi promovido à equipe B do clube e estreou no time principal no dia 7 de março de 2015, com uma vitória sobre a LDU Loja válida pelo Campeonato Equatoriano. Depois de duas partidas como reserva, foi emprestado ao Cultural Leonesa, da Espanha, fazendo uma partida como reserva pelo clube em 29 de novembro de 2015.
Após seu retorno ao Del Valle em 2016, teve que esperar até a 15ª rodada do Campeonato Equatoriano para jogar sua próxima partida, aparecendo como reserva na derrota para o Fuerza Amarilla no dia 13 de maio. Ele seguiu jogando os 90 minutos completos em seis dos dez jogos finais da Serie A Primera Etapa e mais 12 partidas na Segunda Etapa, consolidando-se como titular regular.

### Orlando City
Em 2019, Jhegson Méndez assinou contrato com o Orlando City, da da Major League Soccer. O volante realizou sua estreia no dia 2 de março, na abertura da temporada em casa contra o New York City. Em julho, fez parte da equipe do Orlando City ao lado de Nani e Chris Mueller que conquistou o MLS All-Star Skills Challenge, vencendo times do MLS All-Stars e do Atlético Madrid para ganhar o prêmio de 25 mil para caridade.
Méndez marcou seu primeiro gol pelo clube somente em sua 65ª partida, realizada em novembro de 2021. O gol, numa finalização de trivela de fora da área, abriu o placar em uma vitória por 2–0 sobre o Montreal. Foi a última partida da temporada regular em que o Orlando entrou sabendo que um empate garantiria a classificação para os playoffs da Major League Soccer.

### Los Angeles FC
Em 19 de julho de 2022, foi negociado pelo Los Angeles FC por meio de troca por 300 mil dólares de General Allocation Money (GAM). O Orlando poderia receber 450 mil dólares adicionais em GAM se certas condições do contrato fossem atendidas e também retivesse uma porcentagem não revelada de qualquer taxa de transferência futura.

### São Paulo
Em janeiro de 2023, o São Paulo acertou um pré-contrato com Méndez, de graça após seu fim de contrato com o LAFC, por três anos. O clube pagou 1 milhão de reais em luvas apenas para ter o volante, já que a transferência foi gratuita.
Realizou sua estreia pelo Tricolor no dia 19 de janeiro, na virada por 2–1 sobre a Ferroviária, em jogo válido pelo Campeonato Paulista. Na partida, Méndez foi muito bem, participando do primeiro gol, e ao fim do duelo foi eleito pela FPF (Federação Paulista de Futebol) o Craque do Jogo.
Levantou seu primeiro título pelo clube em setembro, sendo reserva na conquista da Copa do Brasil. Sem chances na equipe para a temporada 2024, Jhegson Méndez encerrou sua primeira passagem pelo Tricolor com apenas 24 partidas disputadas.

### Elche
Em 1 de fevereiro de 2024, acertou por empréstimo com o Elche até junho, com opção de compra.

### Retorno ao Independiente del Valle
Em janeiro de 2025, após retornar ao Tricolor e ser informado que não estaria nos planos do clube para a sequência da temporada, Méndez rescindiu seu contrato com o São Paulo e acertou seu retorno ao Independiente del Valle. O jogador assinou com o clube equatoriano até dezembro de 2026.

## Seleção Nacional
Em outubro de 2018, foi convocado pela primeira vez para a Seleção principal do Equador pelo técnico Hernán Darío Gómez. Ele fez sua estreia em 11 de setembro de 2018, jogando 73 minutos em uma vitória amistosa por 2–0 sobre a Guatemala em Toyota Park, Bridgeview, Illinois. Em maio de 2019, foi convocado para a Seleção para a Copa América 2019, seu primeiro torneio internacional sênior. Depois de ficar de fora do primeiro jogo do grupo, começou contra o Chile e sofreu uma falta do goleiro Gabriel Arias para ganhar um pênalti, o único gol do Equador na derrota por 2–1. Méndez começou como titular no jogo seguinte, um empate em 1–1 com o Japão. O Equador foi eliminado depois de terminar em último lugar no Grupo C com um ponto.
Em junho de 2021, foi convocado por Gustavo Alfaro para a Copa América de 2021.

## Vida pessoal
Seu tio é ex-jogador de futebol profissional e também internacional equatoriano Édison Méndez.

## Títulos
Orlando City
- MLS Supporters' Shield: 2022
- MLS Cup: 2022

São Paulo
- Copa do Brasil: 2023